# 吉田恒三
吉田 恒三 （よしだ つねぞう、1872年3月11日（明治5年2月3日） - 1957年（昭和32年）5月16日）は、日本の声明研究者、作曲家。福井県出身。

## 略歴
明治5年（1872年）敦賀県遠敷郡小浜鹿島町（現在の福井県小浜市鹿島）に生まれる。
明治27年（1894年）、福井師範学校（現・福井大学）卒業。
東京高等師範学校附属音楽学校師範科卒業。明治30年（1897年）福井師範学校附属小学校訓導を経て教諭となる（音楽科担当）。
明治34年（1901年）京都師範学校（現・京都教育大学）教諭となり、30年勤続。
浄土宗立仏教専門学校（現・佛教大学）講師。昭和25年（1950年）比叡山延暦寺に音律研究所を設立。
昭和31年（1956年）、紫綬褒章を受ける（声明研究の功績による）。

## 著書
- 天台声明大成、天台声明概論、伽陀音楽論、大原の声明学とその歴史、大原の声明学の楽理の変遷、大原における羽の論争、音楽辞書、東洋音楽研究、仏教音楽特集号、音楽辞典、唱歌作曲法、京都音楽史、等

## 作曲
- 福井師範学校校歌、若越唱歌、各郷土唱歌、各郡地理唱歌、福井市旭小学校校歌、福井市春山小学校校歌、南丹市園部小学校校歌、宇治田原小学校校歌、佛教大学学、等

### 「逍遥の歌」作曲者説
澤村胡夷の作詞により「紅萌ゆる丘の花」の歌い出しで知られる旧制第三高等学校の寮歌「逍遥の歌」の作曲者は楽譜にイニシャル「K.Y.」と記載されているが、名古屋大学名誉教授の岸田達也により実際の作曲者は吉田であるとする説が提唱された。岸田の調査では、吉田が生前に「『紅もゆる』は私が作曲したのだが、生徒が勝手に歌い崩したので、私は名乗らないことにした」と話していたとする弟子の証言があり、実名の記載を憚ってイニシャルにしたものの「恒三」の読みは「つねぞう」なので本来「T.Y.」とすべきにもかかわらず寮生が「こうぞう」と誤読して「K.Y.」と記載されたのではないかと推測している。